# Överdammen
Överdammen är en sjö i Nyköpings kommun i Södermanland och ingår i Kilaåns huvudavrinningsområde. Sjön har en area på 0,135 kvadratkilometer och ligger 50 meter över havet. Överdammen ligger i Stora Bötet Natura 2000-område.
Överdammens ålder är okänd, den saknas på sockenkartan 1677 men finns utritad på en karta från 1717. Dammvallen vid utloppet mot Pilthyttedammen består av skalmurar av sten omgivande en tätkärna, men en modern reglerbar dammlucka och överfallsöppning i betong finns numera monterad vid utloppet. Sörmlandsleden passerar på krönet av dammvallen.

## Delavrinningsområde
Överdammen ingår i det delavrinningsområde (651076-155846) som SMHI kallar för Mynnar i Kilaån. Medelhöjden är 55 meter över havet och ytan är 36,71 kvadratkilometer. Det finns inga avrinningsområden uppströms utan avrinningsområdet är högsta punkten. Fadabäcken som avvattnar avrinningsområdet har biflödesordning 2, vilket innebär att vattnet flödar genom totalt 2 vattendrag innan det når havet efter 10 kilometer. Avrinningsområdet består mestadels av skog (61 procent), öppen mark (10 procent) och jordbruk (22 procent). Avrinningsområdet har 0,47 kvadratkilometer vattenytor vilket ger det en sjöprocent på 1,3 procent.